# 西路斯塔尼

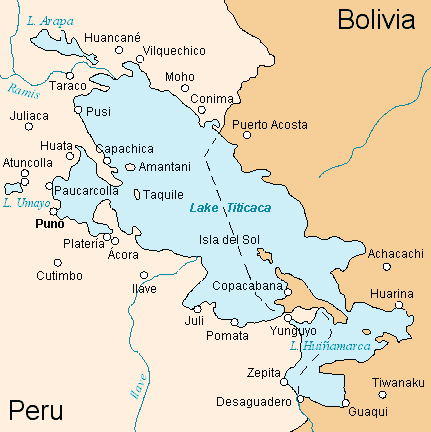
的的喀喀湖地圖。烏馬約湖是一個位於的的喀喀湖西岸的一個潟湖。楚琶塔就建在烏馬約湖的旁邊。

西路斯塔尼（Sillustani），又譯西屋斯坦尼、西路斯坦尼，是一個史前墓地，相信其年代比印加帝國的存在更早。墳場位於鄰近玻利維亞邊境的普诺附近的烏馬約湖（Lago Umayo）畔。墓地裡建了高高的埋骨塔，當地人稱之為「楚琶」（chullpa），是艾馬拉人及可伊亞人（Kolla）文化的痕跡。艾馬拉人及可伊亞人是當地被印加帝國在15世紀征服之前存在的文明。這些楚琶塔收藏了這些原住民一整個家族成員的遺骸，儘管可能只有貴族才可享有這種榮譽。不過由於這些楚琶塔大多受到盜墓者用炸藥炸壞，而餘下的皆未建成，所以這些塔看起來都殘破不堪。

## 外部連結
- Tripideas.org: Ancient Sillustani and environs, in Peru — 相片集，包括有當地風景、烏馬約湖風光、楚琶及現時當地的原住民。